# Epinannolene exilio
Epinannolene exilio är en mångfotingart som först beskrevs av Henri W. Brölemann 1904.  Epinannolene exilio ingår i släktet Epinannolene och familjen Epinannolenidae. Inga underarter finns listade i Catalogue of Life.